# Psenulus pallipes
Psenulus pallipes är en stekelart som först beskrevs av Georg Wolfgang Franz Panzer 1798.  Psenulus pallipes ingår i släktet Psenulus, och familjen Crabronidae. Enligt den finländska rödlistan är arten nära hotad i Finland. Arten är reproducerande i Sverige. Artens livsmiljö är skogar.